# Dengeleh Kahrīz
Dengeleh Kahrīz (persiska: دينگلِه كَهريز, دينگِلِه كَهريز, دِنگِلِه كَهريز, Dīngleh Kahrīz, دنگله کهریز) är en ort i Iran.   Den ligger i provinsen Hamadan, i den nordvästra delen av landet, 270 km väster om huvudstaden Teheran. Dengeleh Kahrīz ligger 1 841 meter över havet och antalet invånare är 460.
Terrängen runt Dengeleh Kahrīz är kuperad åt sydost, men åt nordväst är den platt. Dengeleh Kahrīz ligger nere i en dal.Runt Dengeleh Kahrīz är det ganska tätbefolkat, med 185 invånare per kvadratkilometer. Närmaste större samhälle är Āzādshahr, 10,7 km väster om Dengeleh Kahrīz. Trakten runt Dengeleh Kahrīz består i huvudsak av gräsmarker.